# La Iessa
La Iessa (oficialment i en castellà, La Yesa) és un municipi del País Valencià que es troba a la comarca dels Serrans.

## Geografia
Està situat en el vessant meridional de la serra del Sabinar, contrafort de la serralada de Javalambre, i en els límits d'Aragó. El clima és de tipus continental sec, amb estius calorosos i hiverns molt freds (se supera a vegades el límit dels 0°) en els quals és freqüent l'aparició de neu.
En el terme municipal de la Iessa es troba també el nucli de població de la Cuevarruz. Curiosament, eixe nucli de població està dividit pel límit del territori de la Iessa i el terme municipal d'Alpont, de manera que pertany a la Iessa el sector oriental. La tradició popular atribuïx l'origen d'eixa partició a una actuació hàbil del representant de la Iessa durant les negociacions per a la partició dels territoris iessà i l'alpontí, després del reconeixement de la Iessa com a poble independent, a finals del segle xvi.

### Nuclis
- la Iessa
- la Cuevarruz

### Límits
El terme municipal limita amb els d'Andilla, Alpont i Xelva (a la mateixa comarca); i amb els d'Arcos de las Salinas i Abejuela (a la província de Terol).

### Accés
S'accedix a la Iessa, des de València, a través de la carretera CV-35 per a enllaçar amb la CV-345.

## Història
Les restes arqueològiques trobades a la Iessa testifiquen un poblament durant la dominació romana. Les terres d'Alpont i La Iessa van ser cobejades també pel Cid, qui aconseguí conquistar-les a la fi del segle xi, tal com relata el Cantar del mio Cid.
Durant el període musulmà, la Iessa va formar part del Regne de Taifes d'Alpont (segle ix), i fon conquistada per Jaume I en 1236 i lliurada al cavaller Joan de Auñón en 1238. En 1583, el rei Felip II li va concedir la categoria d'Universitat i tres anys més tard va ser declarada vila independent d'Alpont.

## Demografia
| 1990 | 1992 | 1994 | 1996 | 1998 | 2000 | 2002 | 2004 | 2006 | 2007 | 2016 |
| ---- | ---- | ---- | ---- | ---- | ---- | ---- | ---- | ---- | ---- | ---- |
| 323  | 294  | 288  | 303  | 287  | 283  | 267  | 250  | 246  | 264  | 242  |

## Alcaldia
Des de 2007 l'alcalde de la Iessa és Miguel Ángel Sanahuja García del Partit Popular (PP).
| Període                       | Alcalde o alcaldessa         | Partit polític | Data de possessió | Observacions |
| ----------------------------- | ---------------------------- | -------------- | ----------------- | ------------ |
| 1979–1983                     | Blas Zuriaga Adrián          | UCD            | 19/04/1979        | --           |
| 1983–1987                     | Juan Jordán Izquierdo        | AP-PDP-UL-UV   | 28/05/1983        | --           |
| 1987–1991                     | Domingo Jordán Muñoz         | AP             | 30/06/1987        | --           |
| 1991–1995                     | Blas Zuriaga Adrián          | PP             | 15/06/1991        | --           |
| 1995–1999                     | Alfredo Zaragozà Zaragozà    | PP             | 17/06/1995        | --           |
| 1999–2003                     | Alfredo Zaragozà Zaragozà    | PP             | 03/07/1999        | --           |
| 2003–2007                     | Alfredo Zaragozà Zaragozà    | PP             | 14/06/2003        | --           |
| 2007–2011                     | Miguel Ángel Sanahuja García | PP             | 16/06/2007        | --           |
| 2011–2015                     | Miguel Ángel Sanahuja García | PP             | 11/06/2011        | --           |
| 2015–2019                     | Miguel Ángel Sanahuja García | PP             | 13/06/2015        | --           |
| 2019-2023                     | Miguel Ángel Sanahuja García | PP             | 15/06/2019        | --           |
| Des de 2023                   | n/d                          | n/d            | 17/06/2023        | --           |
| Fonts: Generalitat Valenciana |                              |                |                   |              |

## Economia

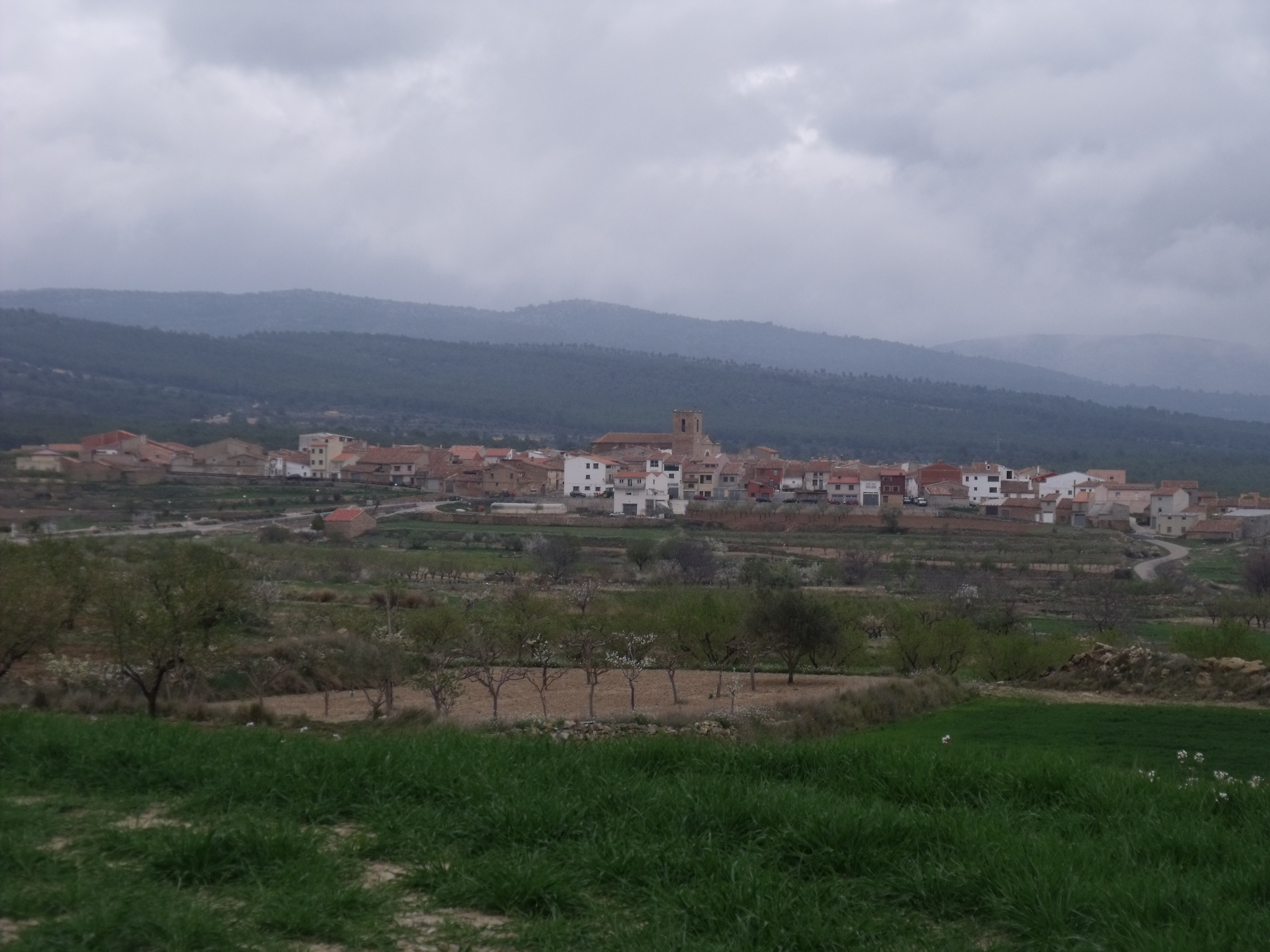
Cultius de secà als afores del poble

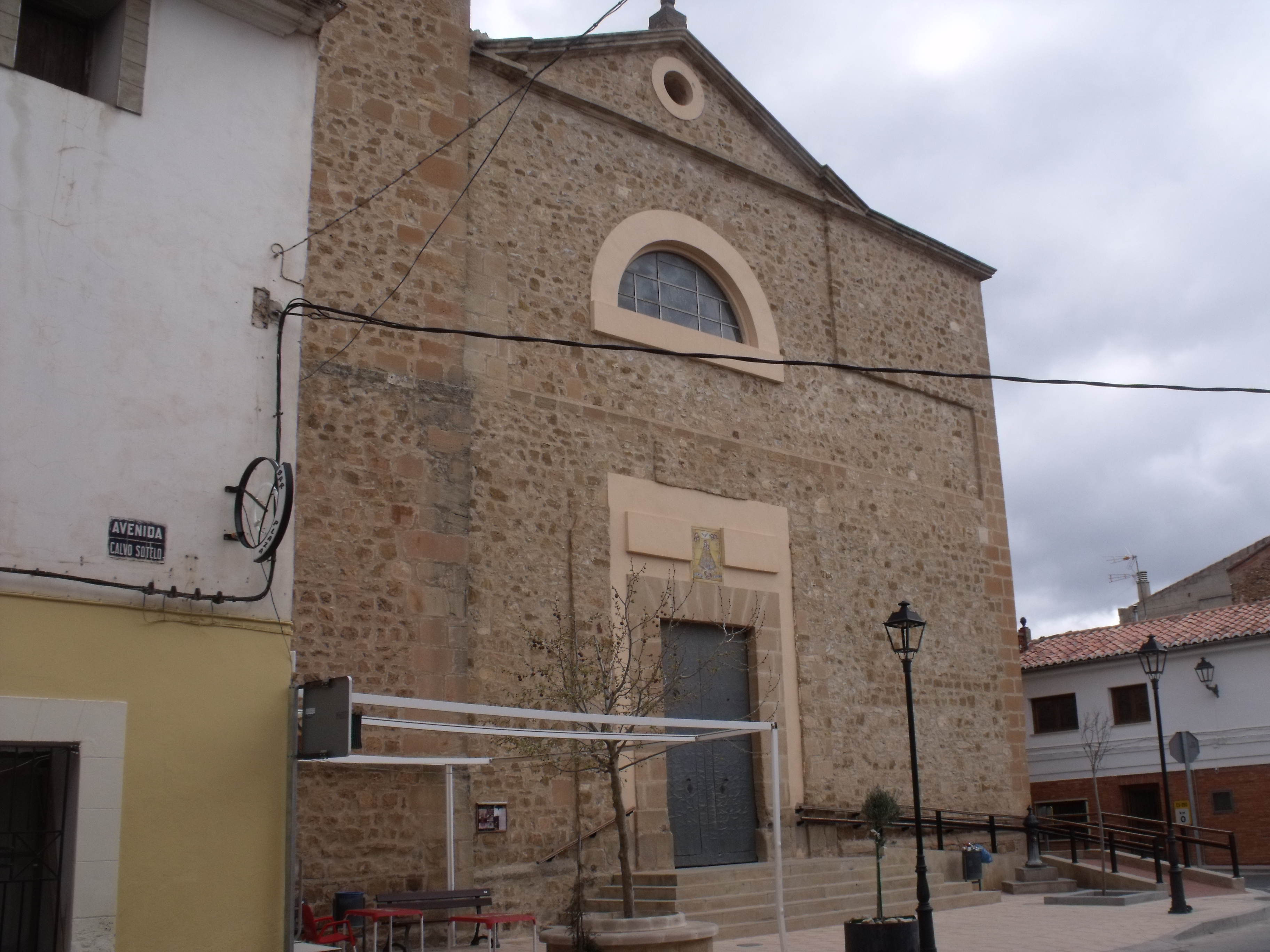
Església de Nostra Senyora dels Àngels, al centre del municipi

L'economia del poble es basa en l'agricultura, la ramaderia i la indústria de l'extracció de caolí i la construcció A més, en els últims temps s'ha consolidat el sector del turisme rural. Es pot destacar també la importància dels serveis, observant-se que malgrat l'escassesa de població durant l'any, es disposen de diversos comerços i bars. El sector serveis es veu afavorit en gran part gràcies a l'augment de població durant els caps de setmana i les vacances.
L'activitat industrial de la Iessa queda reduïda a una incipient activitat cervesera i una activitat minera en declivi. Igual que Figueroles de Domenyo i El Villar, la Iessa és un centre exportadors d'àrids per a les indústries de la construcció. La planta principal de la comarca va arribar a subministrar 50 000 t/any de caolí ceràmic (35.000 t/any), per a càrregues i per a ciment en la seua planta de Figueroles de Domenyo, amb una pedrera a El Villar i una altra a la Iessa.

## Monuments
- Església dels Àngels. Temple parroquial del segle xvii acabat en 1622 segons el model renaixentista. Va ser incendiada en 1840, durant les guerres carlines, i la reconstrucció va durar fins a 1852. A l'esquerra de la façana, encastada, hi ha una robusta torre campanar de maçoneria amb cantons de carreu; de dos cossos separats. En el primer, una sagetera i un rellotge; en el segon, buit de mig punt per a les campanes. Remata en terrassa amb balaustrada amb adorns amb forma de bola. També destaca annexa a la mateixa la Casa Abadia.
- Ermites. N'hi ha quatre en tot el terme: l'Ermita de Sant Roc, l'Ermita de Sant Sebastià, l'Ermita de Sant Joan i la de la nostra Senyora de Betlem en la casa de la Hoya, que està derruïda.

## Llocs d'interés
- El Carrascal. Muntanya amb gran valor paisatgístic que destaca pel frondós bosc de carrasques, algunes de les quals són mil·lenàries. Destaquen algunes com la Carrasca del Tio César, la Tumbada o la del Pozuelo.
- El Castellar. Muntanya on s'han trobat restes de l'edat de bronze i del posterior assentament de la cultura ibèrica.

## Festes locals
- Sant Antoni. Se celebra el 17 de gener amb fogueres.
- Sant Vicent Ferrer. Se celebra el dilluns següent al dilluns de Pasqua.
- Verge del Carmen. Se celebra el dia 16 de juliol.
- Festes Patronals. Se celebren a les darreries d'agost en honor de Nostra Senyora dels Àngels, de la Verge del Carmen, del Santíssim Sagramento i de les Ànimes dels iessans. Cada tres anys se celebren de forma extraordinària, erigint-se arcs commemoratius compostos per troncs de fusta folrats de barda i adornats amb motius originals.